# Zonder jou (Erik Mesie)
Zonder jou is een single van de Nederlandse zanger-muzikant Erik Mesie. De single staat als vijfde track op het titelloze debuutalbum uit 1986. In februari dat jaar werd het nummer in Nederland en België (Vlaanderen) op vinylsingle uitgebracht. In 2009 werd het nummer ook als digitale download uitgebracht.

## Achtergrond
Zonder jou is geschreven door Stefan Zauner, Aron Strobel en Tom Peters en geproduceerd door Peters. Het is een nederpopnummer waarin de liedverteller zingt dat hij niet zonder zijn geliefde kan. Het lied is een bewerking van het Duitstalige lied Ohne dich (schlaf ich heut nacht nicht ein) van Münchener Freiheit. Het is de debuutsingle van de zanger-muzikant als solo-artiest, welke eerder succes had met de popgroep Toontje Lager. De B-kant van de single is Luisteren met m'n oren dicht, geschreven door Mesie en Margot van Workum.

## Hitnoteringen
In Nederland was de plaat op donderdag 27 februari 1986 TROS Paradeplaat op de befaamde TROS donderdag op Radio 3 en werd mede hierdoor een radiohit in de destijds twee landelijke hitlijsten op de nationale publieke popzender. 
De plaat bereikte de 8e positie in de Nederlandse Top 40 en stond tien weken in de hitlijst genoteerd. In de Nationale Hitparade werd de 10e positie behaald en stond in totaal tien weken in de publieke hitlijst genoteerd. In de Europese hitlijst op Radio 3, de TROS Europarade, werd géén notering behaald.
In België (Vlaanderen) werd de plaat wel regelmatig gedraaid op de landelijke radozenders maar behaalde géén notering in zowel de voorloper van de Vlaamse Ultratop 50 als de Vlaamse Radio 2 Top 30